# Bolivaria kurda
Bolivaria kurda är en bönsyrseart som beskrevs av Willy Adolf Theodor Ramme 1950. Bolivaria kurda ingår i släktet Bolivaria och familjen Mantidae. Inga underarter finns listade i Catalogue of Life.